# Толлисон, Роберт
Роберт Д. Толлисон (англ. Robert D. Tollison; род. 1942, Спартанберг, шт. Южная Каролина) — американский экономист.
Бакалавр (1964) колледжа Уоффорд; магистр (1965) Алабамского университета; доктор философии (1969) Вирджинского университета. Преподавал в Корнеллском (1969—1973), Техасском (1973—1977, профессор с 1974) университетах, Вирджинском политехническом институте (1977—1981), университете Клемсона (1983—1984), университете Джорджа Мэйсона (1984-98) и Миссисипском университете (с 1998). Президент Общества «общественного выбора» (1994—1996).

## Основные произведения
- «Священный трест: средневековая церковь как экономическая фирма» (Sacred Trust: The Medieval Church as an Economic Firm, 1996), совместно с Р. Экелундом, Р. Гербертом, Г. Андерсеном и О. Дэвидсон;
- «Политизированная экономическая теория: монархия, монополии и меркантилизм» (Politized Economies: Monarchy, Monopolies, and Mercantilism, 1997, совместно с Р. Экелундом);